# David Brizzi
David(e) Brizzi (* 1990 in Köln) ist ein deutsch-italienischer Schauspieler.

## Leben
David Brizzi absolvierte von 2012 bis 2016 sein Schauspielstudium an der Filmuniversität Babelsberg „Konrad Wolf“. Während seines Studiums war er ab der Spielzeit 2014/15 am Hans Otto Theater in Potsdam engagiert, wo er u. a. die Hauptrolle des Moritz Stiefel in einer Inszenierung von Frühlings Erwachen (Regie: Andreas Rehschuh) spielte.
Von 2016 bis 2018 war Brizzi festes Ensemblemitglied des GRIPS-Theaters in Berlin.
David Brizzi stand neben seiner Theaterarbeit auch regelmäßig als Film- und Fernsehschauspieler vor der Kamera, wo er u. a. mit Philipp Eichholtz, Felix Ahrens, Roland Suso Richter, Filippos Tsitos und Urs Egger zusammenarbeitete. Mehrfach übernahm er Episodenrollen in verschiedenen Serien- und Krimiformaten, wie SOKO Donau, Notruf Hafenkante, im Tatort oder im Bozen-Krimi, wo er häufig als „Bösewicht“ oder Handlanger eines Gangster-Bosses besetzt wurde. In der 2. Staffel der ZDFneo-Drama-Serie Liebe. Jetzt! (2020) übernahm er, an der Seite von Daniel Zillmann, eine der Episodenhauptrollen als verliebter schwuler junger Mann, der seinem Freund am Neujahrsmorgen einen Heiratsantrag macht. In der 7. Staffel der TV-Serie WaPo Bodensee (2022) hatte er eine Episodenhauptrolle als blinder Koch Tobias Schandau, der gemeinsam mit seinem Bruder ein eigenes Dunkelrestaurant führt. In der 5. Staffel der ZDF-Serie SOKO Potsdam (2022) war er in einer Episodenrolle als Rettungssanitäter und Freund einer getöteten Astrologin zu sehen. In der 14. Staffel der ZDF-Serie Die Chefin (2023) spielte er den besten Freund eines ermordeten Schreinermeisters. In der 16. Staffel der ZDF-Serie SOKO Stuttgart (2024) übernahm er eine Episodenhauptrolle als tatverdächtiger Verlobter einer getöteten jungen Frau aus Bad Cannstatt.
Brizzi arbeitet auch als Synchronsprecher. Er ist Mitglied im Bundesverband der Film- und Fernsehschauspieler (BFFS) und lebt in Berlin.

## Filmografie (Auswahl)
- 2014: Liebe mich! (Kinofilm)
- 2016: Morden im Norden: Ein dunkles Geheimnis (Fernsehserie, eine Folge)
- 2017: Tatort: Kopper (Fernsehreihe)
- 2018: SOKO Donau: Fadenspiel (Fernsehserie, eine Folge)
- 2019: Notruf Hafenkante: Feind und Helfer (Fernsehserie, eine Folge)
- 2019: Die Spur der Mörder (Fernsehfilm)
- 2019: Die Pfefferkörner: Waschbär und Kaninchen (Fernsehserie, eine Folge)
- 2020: Der Bozen-Krimi: Blutrache (Fernsehreihe)
- 2020: Nachtschwestern: Hochspannung (Fernsehserie, eine Folge)
- 2020: Liebe. Jetzt!: Happy New Year (Fernsehserie, eine Folge)
- 2022: WaPo Bodensee: Im Dunkeln (Fernsehserie, eine Folge)
- 2022: SOKO Potsdam: Das siebte Haus (Fernsehserie, eine Folge)
- 2023: Die Chefin: All In (Fernsehserie, eine Folge)
- 2024: SOKO Stuttgart: Sündenfall im Vatikan (Fernsehserie, eine Folge)
- 2025: Notruf Hafenkante: Kein Zurück (Fernsehserie, eine Folge)